# Heinz Schrand
Heinz Schrand (* 23. August 1926 in Hamburg; † 25. April 2017 ebenda) war ein deutscher Maler, Grafiker und Bildhauer, der sich in seinen Ausdrucksformen an realistischen Tendenzen orientierte.

## Leben
Ab 1942, mit 16 Jahren, besuchte Schrand einen Kurs über bildnerisches Gestalten in der Lehrerfortbildung bei Bruno Jensen in Hamburg. Ein Jahr später schloss er eine Modelltischlerlehre ab und besuchte weiterhin die Kunstkurse der Lehrerfortbildung.
Ab 1944 war Schrand in der Wehrmacht; 1945 geriet er in Frankreich in US-amerikanische Kriegsgefangenschaft.
Er konnte 1946 nach Hamburg zurückkehren, beteiligte sich an den Nachkriegs-Aufräumarbeiten und arbeitete als Bautischler. Nebenher besuchte er den Zeichenunterricht von Max Hermann Mahlmann. Später nahm Schrand die Kurse der Lehrerfortbildung wieder auf und malte Ölbilder und Gouachen mit realistisch-symbolistischen Themen wie viele Künstler in der Nachkriegszeit. Eine starke Wirkung übte die Ausstellung des Malers Franz Radziwill auf den jungen Künstler aus.
Ab 1948 schuf er an der Neuen Sachlichkeit orientierte Grafiken und Ölgemälde.
Von 1952 bis 1956 studierte Schrand an der Landeskunstschule in Hamburg bei Karl Kluth und bei dem Gastdozenten Rolf Cavael. Bei dem Kunsthistoriker Werner Haftmann belegte er Kunstgeschichte.

## Auszeichnung
- 1979 (Internationales Jahr des Kindes): Auszeichnung im mit insgesamt 25.000 DM dotierten Wettbewerb für bildende Künstler Hamburgs Das Kind in unserer Welt der Werner Otto Stiftung

## Werk
Ab der Mitte der 1950er Jahre beschäftigte sich Schrand zunehmend mit Naturformen und den Themen „Vergehen“, „Verwesung“. Er realisierte diese Ideen vorwiegend in der Druckgrafik und Ölgemälden. In den 1960ern kamen die Sujets Krieg und Gewalt auf der einen Seite sowie Sehnsucht und Suche auf der anderen Seite hinzu.
Politische und gesellschaftliche Ereignisse wirkten sich auf sein Schaffen teilweise direkt aus. So verweist das Ölgemälde „Opfer der Gewalt“ von 1968 auf das Attentat auf den Studentenführer Rudi Dutschke.
In der darauffolgenden Dekade entstanden vor allem surrealistische Arbeiten und Werke, die entfernt mit dem Phantastischen Realismus der Wiener Schule verwandt sind. Schrand ließ sich von Gedichten inspirieren, wie etwa von Charles Baudelaires Poem „Ein Aas“. Der 1987 entstandene grob gearbeitete Holzschnitt zeigt ein verendendes Pferd, das ein Pferd der vier apokalyptischen Reiter sein könnte.
Ab Mitte der 1980er Jahre rückten die Thematiken des Alters und des Alterns zunehmend ins Zentrum des Schaffens. Seit dieser Zeit erarbeitete Schrand auch einige Sujets aus seinem grafischen Werk nochmals neu in der Technik der Ölmalerei, so etwa das zitierte Werk „ein Aas“ (1988) oder „Laufende“ (1992).
Neben der Arbeit im Zweidimensionalen schuf Schrand seit den 1950er Jahren parallel auch Skulpturen und Kunst am Bau. Außerdem schrieb er meist in Verbindung mit seinem bildnerischen Werk Prosa und Lyrik.
Einen Teil seines grafischen Werkes übergab er dem Forum für Nachlässe von Künstlerinnen und Künstlern.

## Öffentliche Sammlungen, die Werke Schrands besitzen
- Forum für Künstlernachlässe, Hamburg
- Museum für Hamburgische Geschichte
- Altonaer Museum
- Hamburger Kunsthalle
- Museum für Kunst und Gewerbe
- Schloss Gottorf
- Burg Mildenstein, Leisnig/Sachsen

## Eigene Schriften
- Schwarzarbeit. Texte und Grafiken, 1987.
- Dreimal Sieben. Prosa und Holzschnitte, 1992.
- Irgendwo in der Nacht, Träume. Prosa und Radierungen, 1997.
- Auf ausgetretenen Stufen. Texte und Radierungen, 2002.